# 哈莫里·耶诺
哈莫里·耶诺（匈牙利語：Hámori Jenő，1933年8月27日—），匈牙利男子击剑运动员。他曾获得1956年夏季奥运会击剑比赛男子佩剑团体金牌。在1956年奥运后，他逃至美国，并在1964年夏季奥运会代表美国参赛。